# Playboy (Brasil)
Playboy foi uma revista masculina brasileira. Versão brasileira da revista masculina homônima americana, foi originalmente publicada pela Editora Abril, onde teve sua edição inaugural em 1975 e foi encerrada após 40 anos com 487 edições publicadas. Um grupo que comprou os direitos de publicação em 2016, PBB Entertainment, lançou mais 10 edições de periodicidade irregular até o fim de 2017.

## História
| “ | É uma revista para ajudá-lo a tornar-se completo. Para atualizá-lo em todas as áreas de seu interesse inteligente: esporte, aventuras, arte, cinema, moda, literatura. E naturalmente, nas doses certas, um outro assunto de grande interesse: a mulher | ” |

Kelly Key na capa da 329ª edição da revista, em dezembro de 2002 – o segundo maior cachê da história.

Em meados da década de 1970, Roberto Civita, que trabalhava na Editora Abril sob seu pai Victor Civita, acertou com a direção da revista Playboy nos Estados Unidos para acertar o começo de uma versão brasileira da publicação. Em seguida conversou com Victor, que sugeriu pedir permissão para a publicação com o ministro da Justiça, Armando Falcão, visto que o governo militar mantinha a imprensa sob censura prévia. Apesar das garantias que os ensaios seriam mais comportados e o conteúdo editorial seria "muito mais intelectual e sofisticado que qualquer revista que circulava no país", Falcão vetou o plano declarando que "não poderia fazer nenhuma revista com o nome PLAYBOY no Brasil, não importava o conteúdo." (a edição norte-americana teve sua venda proibida em 1970) Observando uma brecha, Civita reenviou os planos sob o título A Revista do Homem, conseguindo a aprovação.
A primeira edição de Revista do Homem, comumente abreviada à época como Homem, foi lançada em agosto de 1975, com um casal na capa ( a modelo era a Rosicleide). Embora a estrela do ensaio interno fosse Lívia Mund, o editor Fernando de Barros vetou uma capa com Mund por ela também estampar a Nova daquele mês. Sua substituta foi uma modelo não creditada, conhecida apenas por Rosicleide. Contando também com fotos da americana Valerie Perrine e textos de Vladimir Nabokov, Francis Ford Coppola, Jorge Amado, Paulinho da Viola e Roberto Drummond, a edição inicial de Homem logo se tornou bem-sucedida, vendendo 135 mil exemplares.  As fotos eram cortadas ou retocadas para evitar nudez explícita. Para enganar o crivo da Divisão de Censura de Diversões Públicas, a equipe da revista utilizava-se de truques como submeter fotos escandalosas para conseguir que outras fossem aprovadas, ou ensaios de moças vestindo camisetas molhadas. Ao mesmo tempo, nenhuma menção era feita à Playboy americana na primeira edição, não contando nem com a tradicional entrevista - que estrearia na segunda edição, com o ex-agente da CIA Philip Agee, e só veria versão nacional em 1976 com o ex-jogador Didi.
Em contraste ao veto das fotos, assim como outras revistas masculinas da época a publicação uma condição de vanguarda no jornalismo, contando com reportagens inovadoras, algo que o jornalista Gonçalo Júnior explicou com o fato que "na condição de revista de 'mulher pelada', preocupavam-se mais em censurar as fotos do que em censurar matérias e entrevista". Em abril de 1977, com o afrouxamento do regime militar sob a presidência de Ernesto Geisel, Homem conseguiu pela primeira vez estampar na capa o coelhinho que é a logomarca da Playboy americana, e em julho de 1978, a revista pôde estampar seu verdadeiro título nas bancas, com a presença na capa da modelo importada dos americanos Debra Jo Fondren. Durante o período, a Abril disputava o direito do nome A Revista do Homem com a Editora Três, que publicava a concorrente Status e lançou uma publicação também chamada Revista do Homem em 1975 apenas para se aproveitar do título e prejudicar a Abril.
Na década de 1980, o diretor de redação Mário Escobar de Andrade conseguiu tornar  a Playboy uma das revistas de maior vendagem no mercado brasileiro, com média de 400 mil exemplares. Além de ensaios com musas da época, conseguiu impor um forte conteúdo editorial, incluindo entrevistas com personalidades elusivas como Fidel Castro. Na década de 90, a revista teve suas edições mais vendidas sob o diretor Ricardo Setti (1994-1999). A sucessora de Setti, Cynthia de Almeida, priorizou um público mais jovem, se espelhando em revistas masculinas como a Maxim, já que o público de 20 a 29 anos respondia a 41% dos consumidores.
Almeida saiu em 2004 para assumir a Revista MTV e dois novos projetos editoriais voltados ao público jovem. O novo diretor foi Rodrigo Velloso, que ocupava a diretoria de marketing das marcas infantis e de educação. Velloso manteve a linha de Almeida, enquanto realizava uma mudança na diagramação e layout. Após a saída de Velloso em 2006, o então editor da concorrente Sexy Edson Aran foi contratado como seu substituto.  Aran deu grande importância ao conteúdo editorial, estabelecendo um calendário de edições temáticas (como Humor, Gastronomia, e Música etc) e revivendo os rankings, como um de cachaças. Aran sai em 2013, e seu substituto Thales Guaracy fica só 9 meses no cargo. Em 2014 o diretor se torna Sérgio Xavier Filho, ex-diretor da Placar que comandava o núcleo de licenciadas da Rodale como Men's Health.

Capa da edição nº 463 (dezembro de 2013) com Thaíz Schmitt, em celebração aos 60 anos da Playboy americana.

Em 2015, diante da queda de circulação e o custo dos royalties para a Playboy Enterprises, a Abril decidiu encerrar sua versão da Playboy no mesmo ano em que esta completava 40 anos. A matriz americana entrou em negociação com outras editoras para manter o título na ativa, eventualmente fechando contrato de licenciamento com a paranaense PBB Entertainment para que esta relançasse a revista em 2016. Originalmente marcada para março, a reestreia foi adiada em um mês. A capa da edição reinaugural em abril de 2016 foi Luana Piovani, após anos recusando convites da Abril. O primeiro número da nova Playboy, sob direção de Kleyson Barbosa e Maíra Miranda, teve tiragem de 100 mil exemplares e preço de 20 reais (a última edição da Abril custava R$14 e teve 80 mil unidades impressas).
A PBB Entertainment anunciou que a partir de junho de 2016 a revista passará a ser publicada bimestralmente, segundo a editora, a ação faz parte do processo de reestruturação da marca no Brasil, que trará novidades para os leitores. Em 2017 a revista passou a sair a cada três meses. No mês de abril, o publisher André Sanseverino foi afastado da revista após ser denunciado, junto com seu sócio Marcos Aurélio de Abreu Rodrigues e Silva, de assédio sexual por nove modelos que participaram de um evento da revista, em Curitiba. Elas acusavam ambos de propor sexo em troca de dinheiro e fama.
Em 2 de abril de 2018 foi anunciado que seria somente uma edição por ano, deixando assim de ser vendida nas bancas e passando a ser comercializada somente por encomenda em seu site, para colecionadores. Em julho de 2018, é confirmado que a Playboy foi encerrada no Brasil após rescisão de contrato entre a PBB Entertainment e a matriz norte-americana no fim de 2017. Em matéria publicada pelo UOL, a diretoria da revista nos Estados Unidos confirmou que as operações virtuais da marca Playboy no Brasil eram irregulares e que estava sob processo de investigação. Por conta disso, perfis nas redes sociais foram desativados e o site Men Play foi fechado pelo FBI. Paralelo ao encerramento das atividades da versão brasileira, a Playboy America fez um acordo e passou a distribuir a Playboy Portugal em São Paulo e Rio de Janeiro.

## Seções e conteúdo editorial
Seguindo as linhas mestras da edição americana, a versão brasileira disponibiliza muitas seções, algumas delas visam ao entretenimento erótico, a exemplo de Gatas & Coelhinhas, que apresenta imagens de fotógrafos, não necessariamente da equipe da revista, e que focalizam e registram mulheres desconhecidas da mídia; Click, com flagras de celebridades, supostamente fotografadas em situações reveladoras ou constrangedoras; Mulheres que Amamos, que apresenta uma foto sensual de uma modelo nunca antes registrada em capa.
Como espécie de "carro-chefe" da publicação, a edição brasileira de Playboy procura fotografar mulheres famosas nuas, ou em visibilidade notável em um certo momento, como atrativo fundamental e característico, ao contrário da linha editorial original americana, que gosta da "garota da vizinhança". Em geral, a nudez feminina apresentada nas páginas brasileiras, especialmente o ensaio de grandes estrelas, transcende o aspecto da sensualidade, apresentando-se de forma artística, procurando caracterizar-se como registro fotográfico de uma personalidade, em um dado momento de sua vida. Em relação aos profissionais responsáveis pelos cliques das estrelas brasileiras, sobressaem-se grandes fotógrafos, a exemplo de Bob Wolfenson, J.R. Duran, Marcio Scavone e Luis Crispino.
Outras seções têm cunho informativo, literário ou cultural, a exemplo de Caro Playboy, um edital que expõe a opinião dos leitores sobre a revista, publicando ideias, elogios e críticas; Happy Hour, com curiosidades de diversos assuntos; a seção Neurônios, atualizando o leitor sobre os lançamentos em cinema, livros, games e DVDs; Sobre Isso e Aquilo, uma coluna fixa do jornalista Ivan Lessa; Playboy Responde, com perguntas sobre sexo e outros temas feitas pelos leitores para a redação da publicação, muitas vezes respondidas por especialistas. E ainda: contos eróticos escritos por grandes escritores brasileiros;  reportagens especiais com os assuntos de interesse masculino da atualidade; dicas de moda e estilo; guia de bares, bebidas, motéis, viagens e culinária; e, por fim, as Piadas de Playboy, tradicional última página da revista.
Um ponto forte da revista são as entrevistas. Muitas vezes bombásticas e reveladoras, elas são encontradas todos os meses na publicação ocupando várias páginas, relatando histórias, opiniões e desejos de grandes celebridades e intelectuais brasileiros e internacionais. Entre estes que já concederam entrevista à Playboy, destacam-se: Luiz Inácio Lula da Silva, Fernando Henrique Cardoso, Fidel Castro, Angelina Jolie, Regina Duarte, Tony Ramos, Yasser Arafat, Chico Buarque, Ayrton Senna, Fernanda Montenegro, Oscar Niemeyer, Pelé, Gisele Bündchen e Paulo Coelho.  Há também uma outra seção que é como uma minientrevista, chamada 20 P, sendo 20 perguntas audaciosas feitas aos mais diversos famosos. Dessa forma, retira-se o estigma de revista que traz unicamente fotos de mulheres nuas.
A reestreia em 2016 viu uma repaginação do conteúdo da Playboy, embora incorporando velhos nomes de seções como "Happy Hour", "Insiders" e "Entre Nós". Mais colunistas e cartunistas foram agregados, e as piadas deram espaço a apenas uma coluna na Happy Hour.

## Modelos famosas
Dentre mais de 400 edições, registram-se como principais famosas que posaram totalmente nuas às lentes da Playboy:
| Atrizes notáveis                                                                             | Atrizes notáveis                                                               | Atrizes notáveis | Atrizes notáveis |
| Estrela                                                                                      | Edição                                                                         | Notas |                  |
| -------------------------------------------------------------------------------------------- | ------------------------------------------------------------------------------ | --- | ---------------- |
| Alessandra Negrini                                                                           | abril de 2000                                                                  | Na época, interpretava Isabel da minissérie A Muralha; interpretou uma prostituta da Lapa em seu ensaio nu |                  |
| Ângela Vieira                                                                                | outubro de 1999                                                                | Na época, vivia Janete da novela Terra Nostra; suas fotos foram feitas na Itália |                  |
| Angelina Muniz                                                                               | julho de 1980, março de 1982 e fevereiro de 1985                               | Não foi capa na primeira Playboy: a capa foi de Lídia Brondi; foi um dos maiores símbolos sexuais da década de 1980 |                  |
| Bárbara Borges                                                                               | fevereiro de 2005 e setembro de 2009                                           | Na época da primeira Playboy interpretava a personagem lésbica Jennifer em Senhora do Destino; na segunda, era Elvira em Bela, a Feia                                                                                              |                  |
| Bárbara Paz                                                                                  | setembro de 2007                                                               | Posou em um teatro em São Paulo; na época era protagonista da novela Maria Esperança |                  |
| Betty Faria                                                                                  | agosto de 1978 e outubro de 1984                                               | Pouco tempo antes de posar pela primeira vez havia interpretado Rita Baiana no filme O Cortiço, baseado na obra realista de Aluísio de Azevedo; foi a primeira atriz brasileira de TV a posar nua                                  |                  |
| Bruna Lombardi                                                                               | março de 1991                                                                  | Ganhou encarte especial na revista e capa com close no rosto; fez seu ensaio no Caribe |                  |
| Carla Marins                                                                                 | agosto de 1992                                                                 | Na época, interpretava Eliane da novela Pedra Sobre Pedra; posou em Cancún no México |                  |
| Carol Castro                                                                                 | agosto de 2008                                                                 | Nesse tempo interpretava Sheila da novela Beleza Pura; suas fotos foram inspiradas nas obras de Jorge Amado |                  |
| Christiane Torloni                                                                           | março de 1983 e novembro de 1984                                               | No segundo ensaio foi fotografada por Luís Trípoli; estampou a capa com close no rosto; diz ter posado nua como afronta à ditadura militar vigente na época                                                                        |                  |
| Cláudia Ohana                                                                                | janeiro de 1985 e novembro de 2008                                             | Causou polêmica na primeira Playboy por se exibir com excesso de pelos pubianos; na época da segunda revista vivia a Cida de A Favorita                                                                                            |                  |
| Cláudia Raia                                                                                 | março de 1984, setembro de 1985, janeiro de 1986 e janeiro de 1988             | Na primeira Playboy foi creditada como dançarina Maria Cláudia; na segunda já estava na novela Roque Santeiro; na última fez um ensaio interno, interpretando fantasias sexuais na edição que trazia Isadora Ribeiro na capa       |                  |
| Cléo Pires                                                                                   | agosto de 2010                                                                 | A atriz foi capa da edição comemorativa de 35 anos da revista, sendo fotografada por dois fotógrafos: Bob Wolfenson e Jacques Dequeker, em dois ensaios diferentes                                                                 |                  |
| Cristiana Oliveira                                                                           | fevereiro de 1992                                                              | Era insistentemente assediada pela revista desde a novela Pantanal; seu ensaio foi feito na Jamaica |                  |
| Danielle Winits                                                                              | agosto de 1998 e outubro de 2003                                               | Na época da primeira Playboy foi fotografada em Las Vegas e estava recém saída da telenovela Corpo Dourado; já na segunda revista, protagonizava Kubanacan                                                                         |                  |
| Deborah Secco                                                                                | agosto de 1999 e agosto de 2002                                                | Na primeira vez foi clicada em Los Angeles; foi a única atriz a ser capa duas vezes da edição de aniversário da publicação, a mais importante do ano, em agosto                                                                    |                  |
| Fernanda Paes Leme                                                                           | dezembro de 2005                                                               | Posou depois de interpretar Rosário da telenovela América |                  |
| Flávia Alessandra                                                                            | agosto de 2006 e dezembro de 2009                                              | Posou num iate em pleno alto mar; pouco tempo antes de posar havia feito uma de suas mais notórias personagens: a antagonista Cristina de Alma Gêmea; na época da segunda revista, protagonizava Caras & Bocas                     |                  |
| Françoise Forton                                                                             | agosto de 1989                                                                 | Nesse tempo vivia Helena de Tieta |                  |
| Grazi Massafera                                                                              | agosto de 2005                                                                 | Na época ainda era apenas uma ex-BBB; foi capa de 30 anos da edição brasileira, sendo uma grande aposta da revista que deu certo; é a capa mais vendida dos últimos 5 anos                                                         |                  |
| Isabel Fillardis                                                                             | novembro de 1996                                                               | Foi fotografada para o ensaio em Marrakech, no Marrocos |                  |
| Isabela Garcia                                                                               | agosto de 1988                                                                 | Na época era a protagonista Ana da telenovela Bebê a Bordo |                  |
| Isadora Ribeiro                                                                              | fevereiro de 1988 e junho de 1991                                              | A eterna garota do Fantástico. |                  |
| Jéssika Alves                                                                                | Agosto de 2014                                                                 | Atriz foi estrela da edição de 39 anos, na época estava na novela Em Família, vivendo a personagem Guiomar, a babá. |                  |
| Juliana Alves                                                                                | outubro de 2009                                                                | Antes de ser atriz, foi uma ex-BBB; posou depois de interpretar Suellen da novela Caminho das Índias |                  |
| Juliana Knust                                                                                | dezembro de 2007                                                               | Na época interpretava Débora de Duas Caras; foi presenteada com duas capas diferentes para a mesma edição, sendo uma delas de close no rosto                                                                                       |                  |
| Juliana Paes                                                                                 | maio de 2004                                                                   | Foi a capa mais vendida dos últimos 10 anos; na época se destacava em Celebridade vivendo a sensual Jack Joy |                  |
| Karina Bacchi                                                                                | dezembro de 2006                                                               | Estampou a capa vestida de Mamãe Noel. Causou grande rebuliço na imprensa por ser a primeira celebridade brasileira a aparecer num ensaio totalmente depilada e com um piercing na genitália                                       |                  |
| Leona Cavalli                                                                                | outubro de 2012                                                                | Na época fazia parte do elenco do remake de Gabriela na pele da vilã prostituta Zarolha. |                  |
| Lídia Brondi                                                                                 | agosto de 1987                                                                 | Ganhou encarte especial na revista e foi às bancas com capa de close no rosto; já havia posado em julho de 1980 para a capa da revista, mas daquela vez sem a presença de ensaio nu na edição                                      |                  |
| Luana Piovani                                                                                | abril de 2016                                                                  | Estrela da edição de reestreia da revista; |                  |
| Lucélia Santos                                                                               | abril de 1980 e novembro de 1981                                               | No tempo da segunda Playboy estava protagonizando a novela Ciranda de Pedra; era considerada a "namoradinha do Brasil" na época |                  |
| Lúcia Veríssimo                                                                              | janeiro de 1983 e abril de 1988                                                | Posou pela segunda vez enquanto interpretava Letícia da novela Mandala |                  |
| Luciene Adami                                                                                | janeiro de 1991                                                                | Uma das mais belas da novela Pantanal, sucesso em 1990. |                  |
| Luiza Tomé                                                                                   | dezembro de 1993 e novembro de 2004                                            | Na época da primeira Playboy estava em Fera Ferida; na segunda, em Começar de Novo |                  |
| Maitê Proença                                                                                | fevereiro de 1987 e agosto de 1996                                             | Ganhou uma capa de close no rosto na primeira Playboy; seu segundo ensaio foi feito na Sicília, Itália, se tornando um dos maiores clássicos da história da Playboy                                                                |                  |
| Maria Padilha                                                                                | março de 1994                                                                  | Seu ensaio foi inspirado na obra de Nelson Rodrigues |                  |
| Maria Zilda                                                                                  | agosto de 1985                                                                 | Sua edição comemorava 10 anos de publicação no Brasil; ganhou capa de duas páginas |                  |
| Marisa Orth                                                                                  | agosto de 1997                                                                 | Foi a atriz brasileira que mais vendeu revistas na história; na época interpretava a famosa personagem Magda de Sai de Baixo |                  |
| Mel Lisboa                                                                                   | agosto de 2004                                                                 | Era insistentemente assediada pela revista desde a minissérie Presença de Anita |                  |
| Mônica Carvalho                                                                              | maio de 1993, julho de 2001 e fevereiro de 2008                                | Na época da primeira Playboy foi capa apenas por ser a modelo da abertura de Mulheres de Areia; na segunda, já como atriz, se destacava vivendo Socorrinho de Porto dos Milagres; na terceira estava na novela Caminhos do Coração |                  |
| Nathália Rodrigues                                                                           | agosto de 2012                                                                 | A atriz foi capa da edição comemorativa de 37 anos da revista; na época fazia parte do elenco do remake de Gabriela |                  |
| Nanda Costa                                                                                  | Agosto de 2013                                                                 | Atriz foi capa da edição de aniversário de 38 anos, na época atriz era sucesso na novela das nove, Salve Jorge |                  |
| Paloma Duarte                                                                                | abril de 1996                                                                  | Tinha apenas 18 anos na época; foi fotografada em Punta del Este no Uruguai |                  |
| Paula Burlamaqui                                                                             | maio de 1996                                                                   | Nesse tempo vivia Rose de Explode Coração; foi fotografada sem roupa na neve de Aspen, nos Estados Unidos |                  |
| Regiane Alves                                                                                | agosto de 2003                                                                 | Na época interpretava a vilã Dóris de Mulheres Apaixonadas; seu ensaio foi inspirado nos bastidores de um set de filmagem |                  |
| Renée de Vielmond                                                                            | agosto de 1986                                                                 | Depois do sucesso na década de 1980, quando posou nua, retomou a carreira de atriz se destacando na novela Paraíso Tropical |                  |
| Rita Guedes                                                                                  | março de 2006                                                                  | Nessa época dava vida a Kátia, a Anja de Alma Gêmea |                  |
| Sandra Bréa                                                                                  | junho de 1981 e outubro de 1985                                                | Na época do seu segundo ensaio estava na telenovela Ti Ti Ti, interpretando Jacqueline, futuro papel de Cláudia Raia na versão 2010; faleceu em 2000 em função da Aids                                                             |                  |
| Solange Couto                                                                                | dezembro de 1980                                                               | Não foi capa: apareceu nua em ensaio interno; já havia posado em agosto de 1976 para a revista junto às mulatas de Sargentelli, mas, daquela vez, sem nudez total                                                                  |                  |
| Sônia Braga                                                                                  | setembro de 1984 e julho de 1986                                               | Seus ensaios renderam sua aparição na Playboy americana; em 1984 ganhou duas capas para a mesma edição |                  |
| Susana Vieira                                                                                | abril de 1985                                                                  | Não foi capa: fez um ensaio nu interno na revista |                  |
| Vera Fischer                                                                                 | agosto de 1982 e janeiro de 2000                                               | Seu segundo ensaio foi feito em Paris na França; nesse mesmo ano a atriz interpretou uma das clássicas Helenas do autor Manoel Carlos: a de Laços de Família; também causou polêmica pela sua quantidade de pelos pubianos         |                  |
| Yoná Magalhães                                                                               | fevereiro de 1985                                                              | Posou aos 50 anos enquanto vivia Matilde de Roque Santeiro |                  |
| Apresentadoras de TV                                                                         |                                                                                | |                  |
| Estrela                                                                                      | Edição                                                                         | Notas |                  |
| Adriane Galisteu                                                                             | agosto de 1995 e agosto de 2011                                                | Seu ensaio foi feito na Grécia, ganhando capa de duas páginas, comemorando 20 anos da Playboy no Brasil; fez uma das fotos mais polêmicas da história da revista, onde mostrava-se depilando os pelos pubianos                     |                  |
| Babi Xavier                                                                                  | setembro de 2003                                                               | No ano anterior havia apresentado Ilha da Sedução no SBT |                  |
| Cissa Guimarães                                                                              | agosto de 1994                                                                 | Na época era apresentadora e repórter do Vídeo Show |                  |
| Helen Ganzarolli                                                                             | setembro de 2000                                                               | Nessa época venceu o Concurso Felinas, ganhando a capa; apresentou vários programas no SBT |                  |
| Luize Altenhofen                                                                             | janeiro de 2001, dezembro de 2001 e outubro de 2006                            | Na primeira Playboy ainda era conhecida apenas pelos comerciais de cerveja; seu primeiro ensaio foi feito em Fernando de Noronha                                                                                                   |                  |
| Mara Maravilha                                                                               | fevereiro de 1990                                                              | Causou grande polêmica na época por posar tendo sido apresentadora de programas infantis |                  |
| Monique Evans                                                                                | julho de 1985, junho de 1986 e novembro de 1993                                | Apareceu na primeira Playboy de cabeça raspada |                  |
| Xuxa Meneghel                                                                                | dezembro de 1982                                                               | Na época a Rainha ainda era apenas uma modelo que namorava o rei Pelé; posou nua junto com sua irmã Maruska |                  |
| Cantoras                                                                                     |                                                                                | |                  |
| Estrela                                                                                      | Edição                                                                         | Notas |                  |
| Elba Ramalho                                                                                 | fevereiro de 1989                                                              | No ano lançou seu LP Popular brasileira |                  |
| Grupo Banana Split                                                                           | outubro de 1998                                                                | As 5 integrantes do grupo (Mariana, Adriana, Márcia, Mônica e Sandra) posaram nuas juntas no ensaio |                  |
| Kelly Key                                                                                    | dezembro de 2002                                                               | Posou no auge da carreira, pouco depois de estourar com seu single Baba |                  |
| Marina Lima                                                                                  | novembro de 1999                                                               | No ano anterior havia lançado o álbum Pierrot do Brasil; posou nua para levantar sua auto-estima depois de passar por uma grave depressão                                                                                          |                  |
| Rosemary                                                                                     | março de 1985                                                                  | Primeira cantora brasileira a posar nua |                  |
| Atletas                                                                                      |                                                                                | |                  |
| Estrela                                                                                      | Edição                                                                         | Notas |                  |
| Ana Paula Oliveira                                                                           | julho de 2007                                                                  | Bandeirinha de futebol que chegou a trabalhar na série A do Campeonato Brasileiro; protagonizou uma das maiores polêmicas causadas por Playboy, sendo rebaixada do quadro oficial de árbitros da FIFA por posar nua                |                  |
| Andréa Lopes                                                                                 | janeiro de 2007                                                                | Tetracampeã brasileira de surf; foi uma das revistas mais criticadas da história por sua falta de beleza. O próprio Roberto Civita descreveu como sendo "a pior capa da história".                                                 |                  |
| Dora Bria                                                                                    | fevereiro de 1993                                                              | Tricampeã sul-americana de windsurf; falecida em 2008 |                  |
| Hortência Marcari                                                                            | fevereiro de 1988                                                              | Grande estrela do basquete; medalha de ouro no Campeonato Mundial de Basquete em 1994 e nos Jogos Panamericanos de Havana em 1991; foi a primeira edição de Playboy a utilizar o programa de retoque digital em imagens            |                  |
| Ida Álvares                                                                                  | setembro de 1996                                                               | Jogadora de vôlei; medalhista olímpica nos jogos de Atlanta |                  |
| Mári Paraíba                                                                                 | julho de 2012                                                                  | Jogadora de vôlei |                  |
| Marta de Souza Sobral                                                                        | dezembro de 1991                                                               | Jogadora de basquete que ganhou medalha de prata nas Olimpíadas de Atlanta; não ganhou capa da revista, sendo que quem estampou esta edição foi a atriz Sônia Lima                                                                 |                  |
| Vanessa Menga                                                                                | fevereiro de 2001                                                              | Tenista; recebeu medalha de ouro nos Jogos Panamericanos de Winnipeg |                  |
| Celebridades de diversas áreas                                                               |                                                                                | |                  |
| Estrela                                                                                      | Edição                                                                         | Notas |                  |
| Roberta Close                                                                                | maio de 1984                                                                   | É a Transexual mais famosa do Brasil, essa foi a primeira e a única edição da revista a apresentar uma transexual, Roberta Close também já foi atriz.                                                                              |                  |
| Carla Camurati                                                                               | julho de 1983                                                                  | Atual cineasta; dirigiu o filme Carlota Joaquina, Princesa do Brazil; desde 2007 é a presidente da Fundação Theatro Municipal do Rio de Janeiro                                                                                    |                  |
| Cláudia Liz                                                                                  | agosto de 1991                                                                 | Grande top model; foi a única estrela clicada num mesmo ensaio por 4 fotógrafos |                  |
| Doris Giesse                                                                                 | novembro de 1990                                                               | Jornalista e ex-apresentadora do Fantástico; mostrou os seios logo na capa |                  |
| Fernanda Young                                                                               | novembro de 2009                                                               | Escritora de vários romances, roteirista e apresentadora do programa Irritando Fernanda Young no canal GNT; apareceu na capa trajando fantasia de coelhinha da Playboy                                                             |                  |
| Jacqueline Meirelles                                                                         | outubro de 1988                                                                | Ex-Miss Brasil; foi uma das únicas Misses Brasil a posar nua, juntamente com Vera Fischer e Luize Altenhofen |                  |
| Kátia Maranhão                                                                               | abril de 1991                                                                  | Já apresentou o Casseta & Planeta; foi jornalista do SBT |                  |
| Letícia Birkheuer                                                                            | dezembro de 2010                                                               | Grande top model, já tendo desfilado para a Victoria's Secret; já como atriz, iniciou sua carreira em Belíssima |                  |
| Luiza Brunet                                                                                 | maio de 1983, dezembro de 1984 e maio de 1986                                  | Grande top model, empresária e também já atuou em algumas telenovelas |                  |
| Luma de Oliveira                                                                             | setembro de 1987, março de 1988, março de 1990, maio de 2001 e janeiro de 2005 | Modelo, empresária e atriz ocasionalmente; se destacou por grandes exibições e polêmicas no Carnaval; é uma das mulheres que mais vezes posou nua na história da revista, empatada com Scheila Carvalho                            |                  |
| Tatiana Issa                                                                                 | março de 1998                                                                  | Atual diretora, responsável pelo premiado documentário Dzi Croquettes; também se destacou em trabalhos como atriz, sobretudo no filme O Guarani, onde viveu Ceci; seu ensaio foi feito no Uruguai                                  |                  |
| Sabrina Sato                                                                                 | maio de 2003 e dezembro de 2004                                                | Quando posou pela primeira vez era apenas uma BBB; durante a segunda capa já era uma humorista do Pânico na TV na RedeTV! |                  |
| Algumas celebridades internacionais que tiveram seus ensaios publicados na edição brasileira |                                                                                | |                  |
| Estrela                                                                                      | Edição                                                                         | Notas |                  |
| Cindy Crawford                                                                               | setembro de 1998                                                               | A supermodelo americana apareceu na capa da Playboy brasileira |                  |
| Drew Barrymore                                                                               | janeiro de 1995                                                                | A atriz americana de As Panteras apareceu em ensaio interno; a capa era de Ana Alice |                  |
| Katarina Witt                                                                                | março de 1999                                                                  | A patinadora olímpica apareceu em ensaio interno; a capa era de Suzana Alves |                  |
| Kim Basinger                                                                                 | fevereiro de 1987                                                              | A atriz de 9 1/2 Semanas de Amor apareceu nua na edição que trazia Maitê Proença na capa |                  |
| Lindsay Lohan                                                                                | janeiro de 2012                                                                | A atriz aparece como uma das opções de capa ao lado de Vanessa Zotth e o seu ensaio aprece na mesma edição |                  |
| Madonna                                                                                      | agosto de 1985                                                                 | A maior cantora pop do mundo apareceu sem nenhum tipo de depilação em ensaio interno na edição de Maria Zilda |                  |
| Naomi Campbell                                                                               | abril de 2000                                                                  | A supermodelo apareceu em ensaio interno; a capa era de Alessandra Negrini |                  |
| Pamela Anderson                                                                              | outubro de 2001 e janeiro de 2007                                              | Na primeira vez a atriz de Baywatch foi capa no Brasil; a segunda ganhou ensaio interno; foi várias vezes capa da Playboy americana                                                                                                |                  |
| Sharon Stone                                                                                 | novembro de 1990                                                               | A atriz de Instinto Selvagem apareceu em ensaio interno; a capa era de Doris Giesse |                  |

## Outras modelos retratadas
Outro atrativo de capa, muito comum nas edições do Brasil, são as mulheres denominadas, popularmente, de celebridades instantâneas. Isto é, moças circunstancialmente famosas em um determinado momento, chegando a ter ápices absurdos de popularidade e explosão de vendas de seus respectivos exemplares. Dentre as mais famosas estão Joana Prado, a Feiticeira, e Suzana Alves, a Tiazinha, ambas vindas do Programa H da Band, tendo como apresentador da época Luciano Huck, sucesso no fim da década de 1990. Essas duas mulheres mascaradas, representando um fetiche para o brasileiro, foram sucessos estrondosos e inalcançáveis em relação às vendagens atuais, levando em conta que elas passaram a marca de um milhão de exemplares vendidos.
Outras "celebridades instantâneas" encontradas na década de 1990 estão as famosas dançarinas do grupo de pagode baiano, É O Tchan, como Carla Perez, Scheila Carvalho e Sheila Mello, estilo vindo da Bahia que alcançou, definitivamente, o país inteiro a partir dessa época.
Atualmente, o maior sucesso desse tipo de celebridade é o caso das participantes vindas do Big Brother Brasil da Rede Globo, o reality show mais bem sucedido da TV brasileira. Já foram capas mais de 20 mulheres do programa e, geralmente, consegue-se boa vendagem com suas edições. Muitas vezes a Playboy alavanca tanto a popularidade de uma musa de reality show que elas acabam se fixando na mídia, claro, se contarem com seu próprio talento, seguindo carreira de atrizes ou apresentadoras de TV. Exemplo disso são Grazi Massafera (capa de aniversário de 30 anos da publicação, representando uma grande aposta da Playboy que deu certo), Íris Stefanelli e Sabrina Sato.
Outras famosas ascendentes nesses últimos anos são as funkeiras, dançarinas ou cantoras de funk carioca que já expandiram seu sucesso não só para a periferia, mas para o Brasil todo. Sendo assim, também acabam na capa e atingem altas vendagens, a exemplo do fenômeno Andressa Soares, a Garota Melancia.
Outro caso dessas "popularidades relâmpagos" que chegaram à capa da revista, porém, estas em todos as épocas, foram as musas de escândalos políticos (como Mônica Veloso), atuais ou ex-mulheres de famosos (como Mirella Santos), modelos de comerciais (como Michelly Machri, da Sukita), musas do verão e coelhinhas.
Ou seja, em síntese, tudo o que o brasileiro deseja, a revista Playboy traz na capa; seja pelo fato da estrela de capa estar na mídia, se destacar ou mesmo só por sua beleza.

## Top 10: revistas mais vendidas

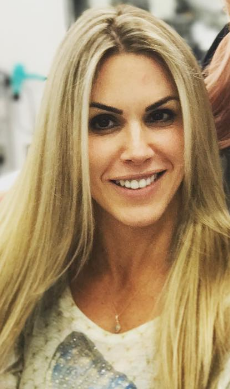
Joana Prado, A Feiticeira, é dona da Playboy mais vendida da história da publicação no Brasil.

| Posição   | Edição            | Modelo                          | Circulação           |
| --------- | ----------------- | ------------------------------- | -------------------- |
| 1º lugar  | dezembro de 1999  | Feiticeira (Joana Prado)        | 1 247 000 exemplares |
| 2º lugar  | março de 1999     | Tiazinha (Suzana Alves)         | 1 223 000 exemplares |
| 3º lugar  | agosto de 1995    | Adriane Galisteu                | 961 527 exemplares   |
| 4º lugar  | dezembro de 2002  | Kelly Key                       | 850 000 exemplares   |
| 5º lugar  | fevereiro de 1998 | Scheila Carvalho                | 845 168 exemplares   |
| 6º lugar  | setembro de 1999  | Scheila Carvalho & Sheila Mello | 838 206 exemplares   |
| 7º lugar  | agosto de 1997    | Marisa Orth                     | 835 806 exemplares   |
| 8º lugar  | março de 2000     | Tiazinha (Suzana Alves)         | 828 627 exemplares   |
| 9º lugar  | agosto de 2000    | Feiticeira (Joana Prado)        | 804 866 exemplares   |
| 10º lugar | outubro de 1996   | Carla Perez                     | 778 026 exemplares   |

## Cachês

### Maiores cachês da história da revista

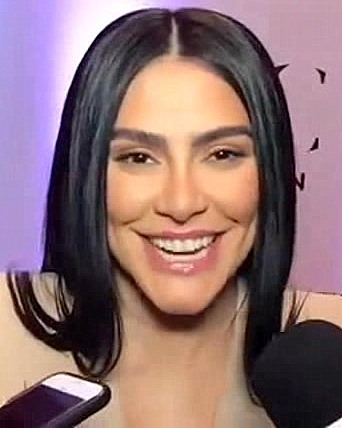
Cleo Pires em 2019

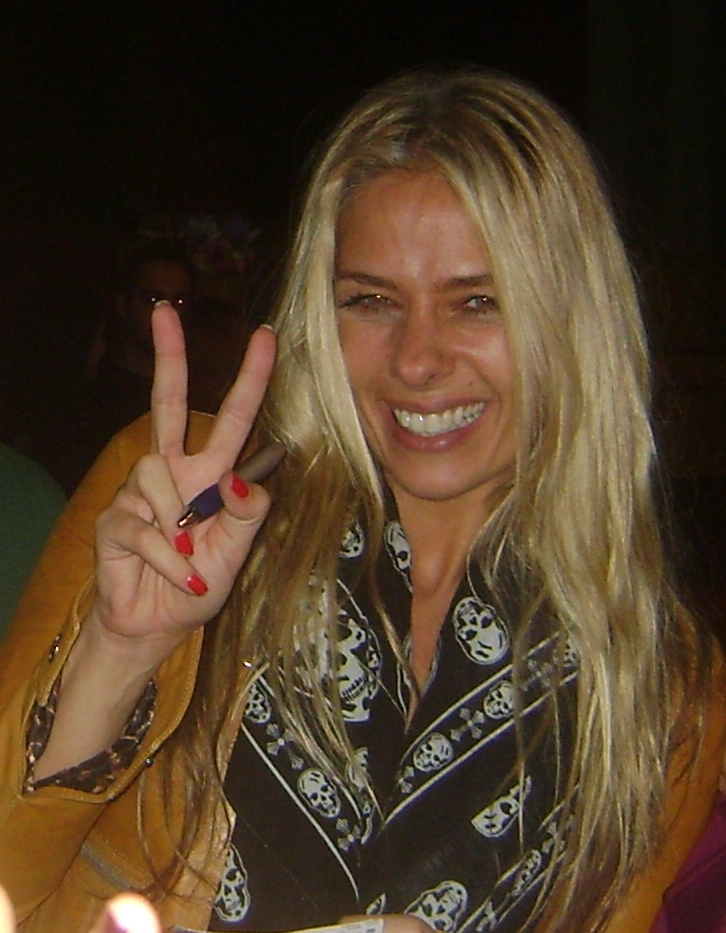
Adriane Galisteu, atriz brasileira, após a apresentação da peça "Uma Mulher do Outro Mundo", em São Paulo.

| Posição   | Edição            | Modelo                   | Cachê         |
| --------- | ----------------- | ------------------------ | ------------- |
| 1º lugar  | agosto de 2011    | Adriane Galisteu         | R$ 2 milhões  |
| 2º lugar  | dezembro de 2002  | Kelly Key                | R$ 1,5 milhão |
| 3º lugar  | agosto de 2010    | Cléo Pires               | R$ 1,2 milhão |
| 4º lugar  | agosto de 1995    | Adriane Galisteu         | R$ 1 milhão   |
| 5º lugar  | dezembro de 1999  | Feiticeira (Joana Prado) | R$ 1 milhão   |
| 6º lugar  | fevereiro de 1998 | Scheila Carvalho         | R$ 800 mil    |
| 7º lugar  | agosto de 2002    | Deborah Secco            | R$ 800 mil    |
| 8º lugar  | dezembro de 2009  | Flávia Alessandra        | R$ 800 mil    |
| 9º lugar  | outubro de 1996   | Carla Perez              | R$ 725 mil    |
| 10º lugar | agosto de 2005    | Grazi Massafera          | R$ 700 mil    |
| 11º lugar | agosto de 2007    | Íris Stefanelli          | R$ 700 mil    |
| 12º lugar | maio de 2004      | Juliana Paes             | R$ 600 mil    |
| 13º lugar | agosto de 1999    | Deborah Secco            | R$ 500 mil    |
| 14º lugar | dezembro de 2004  | Sabrina Sato             | R$ 500 mil    |
| 15º lugar | março de 2007     | Fani Pacheco             | R$ 500 mil    |
| 16º lugar | julho de 2013     | Antonia Fontenelle       | R$ 400 mil    |
| 17º lugar | outubro de 2003   | Danielle Winits          | R$ 300 mil    |
| 18º lugar | dezembro de 2014  | Lola Melnick             | R$ 280 mil    |
| 19º lugar | setembro de 2010  | Larissa Riquelme         | R$ 260 mil    |
| 20º lugar | dezembro de 2011  | Bárbara Evans            | R$ 250 mil    |

## Ensaios em locações internacionais

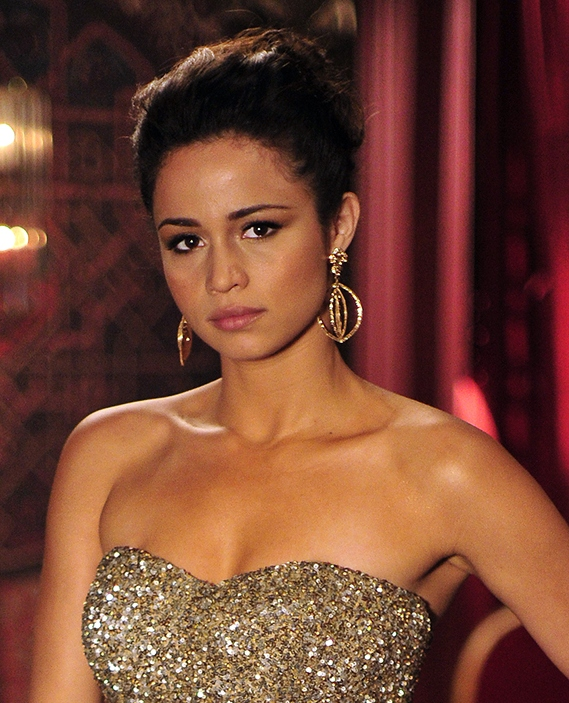
Nanda Costa em 2012

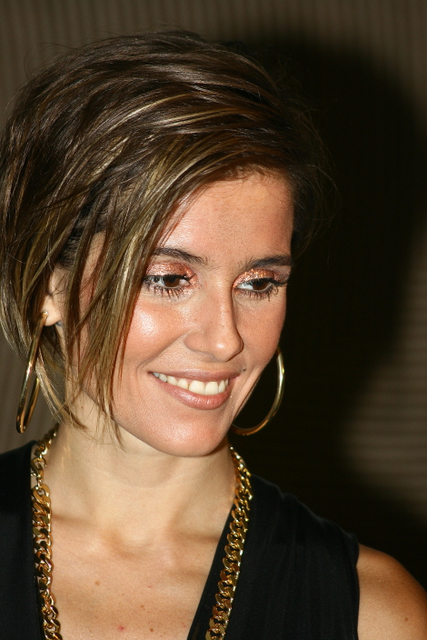
Deborah Secco no Crystal Fashion 2007

| Capa               | Data              | Local          |
| ------------------ | ----------------- | -------------- |
| Veridiana Freitas  | Abril de 2015     | Buenos Aires   |
| Nanda Costa        | Agosto de 2013    | Havana         |
| Adriana Sant'anna  | Setembro de 2011  | Montevideo     |
| Adriane Galisteu   | Agosto de 2011    | Capri          |
| Maria Melillo      | Junho de 2011     | Buenos Aires   |
| Luma de Oliveira   | Janeiro de 2005   | Johannesburg   |
| Joana Prado        | Agosto de 2000    | Los Angeles    |
| Suzana Alves       | Março de 2000     | Nova York      |
| Vera Fischer       | Janeiro de 2000   | Paris          |
| Joana Prado        | Dezembro de 1999  | Istambul       |
| Ângela Vieira      | Outubro de 1999   | Siena          |
| Deborah Secco      | Agosto de 1999    | Los Angeles    |
| Cléo Brandão       | Maio de 1999      | Brazzaville    |
| Sheila Mello       | Novembro de 1998  | Havaí          |
| Danielle Winits    | Agosto de 1998    | Las Vegas      |
| Alessandra Scatena | Setembro de 1997  | Miami          |
| Gabriela Alves     | Maio de 1997      | Veneza         |
| Isabel Fillardis   | Novembro de 1996  | Marrakech      |
| Maitê Proença      | Agosto de 1996    | Sicília        |
| Paula Burlamaqui   | Maio de 1996      | Aspen          |
| Paloma Duarte      | Abril de 1996     | Punta del Este |
| Adriane Galisteu   | Agosto de 1995    | Santorini      |
| Alexia Deschamps   | Março de 1995     | Papeete        |
| Carla Marins       | Agosto de 1992    | Cancun         |
| Cristiana Oliveira | Fevereiro de 1992 | Kingston       |

## Concurso Preferência Nacional
| Ano  | Vencedora      | Vice-Campeã         | 3°Lugar        |
| ---- | -------------- | ------------------- | -------------- |
| 2011 | Dany Giehl     | Manhana Castro      | Paola Feijó    |
| 2012 | Jéssica Amaral | Ana Maria Rodrigues | Bianca Masello |
| 2013 | Bianca Borba   |                     |                |